# Kincaid (Kansas)
Kincaid è un centro abitato (city) degli Stati Uniti d'America, situato nella Contea di Anderson, nello Stato del Kansas. In una stima del 2007 la popolazione era di 174 abitanti.

## Geografia fisica
Secondo i rilevamenti dell'United States Census Bureau, la località di Kincaid si estende su una superficie di 1,3 km², tutti occupati da terre

## Popolazione
Secondo il censimento del 2000, a Kincaid vivevano 178 persone, ed erano presenti 41 gruppi familiari. La densità di popolazione era di 137,0 ab./km². Nel territorio comunale si trovavano 92 unità edificate. Per quanto riguarda la composizione etnica degli abitanti, il 94,38% era bianco, il 4,49% era nativo e l'1,12% apparteneva ad altre razze. La popolazione di ogni razza ispanica corrispondeva al 2,81% degli abitanti.
Per quanto riguarda la suddivisione della popolazione in fasce d'età, il 23,0% era al di sotto dei 18, il 7,9% fra i 18 e i 24, il 23,0% fra i 25 e i 44, il 23,6% fra i 45 e i 64, mentre infine il 22,5% era al di sopra dei 65 anni di età. L'età media della popolazione era di 43 anni. Per ogni 100 donne residenti vivevano 111,9 uomini.